# Javier Nicolau
Javier Nicolau Aledón (Castellón, 21 de enero de 1997) es un baloncestista español que juega como pívot para el San Sebastián Gipuzkoa Basket Club de la Primera FEB. Mide 2,08 metros.

## Trayectoria deportiva
Nacido en Castellón es un jugador formado en las categorías inferiores del Amics del Bàsquet Castelló hasta que en 2014 firma para jugar en los equipo de cantera del CB Murcia.
En la temporada 2014-15, formaría parte del equipo de Primera Nacional y junior del conjunto murciano.
Desde 2015 a 2017, jugaría en las filas del UCAM Murcia B de Liga EBA, promediando en su segunda temporada 7,7 puntos y 4,7 rebotes por partido.
En 2017, se marcha a Estados Unidos para ingresar en la Universidad de Minnesota Crookston, donde jugaría durante tres temporadas la NCAA-2 con los Minnesota Crookston Golden Eagles, desde 2017 a 2020.
En la temporada 2020-21, regresa a España para jugar en las filas del CB Benicarló de la Liga LEB Plata.
En la temporada 2021-22, firma por el Club Bàsquet Alginet de la Liga LEB Plata.
El 28 de junio de 2022, firma por el CB Clavijo de la Liga LEB Plata.
En la temporada 2023-24, formaría parte de la plantilla del CB Clavijo en la Liga LEB Oro.
El 3 de julio de 2024, firma por el San Sebastián Gipuzkoa Basket Club de la Liga LEB Oro.